# Třída U 142
Třída U 142 byla třída oceánských křižníkových ponorek německé Kaiserliche Marine z období první světové války. Celkem bylo objednáno 37 jednotek této třídy, z nichž byla dokončena pouze prototypová SM U 142.

## Stavba
Ponorky projektu 46A představovaly vylepšenou verzi předcházející třídy U 139 (projekt 46). Zejména měly větší dosah a dosahovaly vyšší rychlosti při plavbě na hladině. Celkem bylo objednáno 37 ponorek této třídy, z nichž 33 bylo do konce války rozestavěno. Do jejich stavby se zapojily loděnice Germaniawerft v Kielu, AG Vulcan Stettin a Blohm & Voss v Hamburku a konečně AG Weser v Brémách. Dokončena byla pouze prototypová ponorka U 142 a pět dalších bylo spuštěno na vodu. S koncem války byla stavba celé třídy zrušena a rozestavěné ponorky byly sešrotovány.
Jednotky třídy U 142:
| Jméno | Loděnice                   | Založení kýlu | Spuštění na vodu   | Vstup do služby | Osud                                    |
| ----- | -------------------------- | ------------- | ------------------ | --------------- | --------------------------------------- |
| U 142 | Germaniawerft, Kiel        | 1917          | 4. března 1918     | listopad 1918   | Vyřazena v listopadu 1918, sešrotována. |
| U 143 | Germaniawerft, Kiel        | 1917          | 20. dubna 1918     | –               | Stavba zrušena, sešrotována.            |
| U 144 | Germaniawerft, Kiel        | 1917          | 25. května 1918    | –               | Stavba zrušena, sešrotována.            |
| U 145 | AG Vulcan Stettin, Hamburk | 1917          | 11. listopadu 1918 | –               | Stavba zrušena, sešrotována.            |
| U 146 | AG Vulcan Stettin, Hamburk | 1917          | –                  | –               | Stavba zrušena, sešrotována.            |
| U 147 | AG Vulcan Stettin, Hamburk | 1917          | –                  | –               | Stavba zrušena, sešrotována.            |
| U 148 | AG Weser, Brémy            | 1917          | 22. června 1918    | –               | Stavba zrušena, sešrotována.            |
| U 149 | AG Weser, Brémy            | 1917          | 28. září 1918      | –               | Stavba zrušena, sešrotována.            |
| U 150 | AG Weser, Brémy            | 1917          | –                  | –               | Stavba zrušena, sešrotována.            |
| U 173 | Germaniawerft, Kiel        | 1918          | –                  | –               | Stavba zrušena, sešrotována.            |
| U 174 | Germaniawerft, Kiel        | 1918          | –                  | –               | Stavba zrušena, sešrotována.            |
| U 175 | Germaniawerft, Kiel        | 1918          | –                  | –               | Stavba zrušena, sešrotována.            |
| U 176 | Germaniawerft, Kiel        | 1918          | –                  | –               | Stavba zrušena, sešrotována.            |
| U 177 | AG Vulcan Stettin, Hamburk | 1918          | –                  | –               | Stavba zrušena, sešrotována.            |
| U 178 | AG Vulcan Stettin, Hamburk | 1918          | –                  | –               | Stavba zrušena, sešrotována.            |
| U 179 | AG Weser, Brémy            | 1918          | –                  | –               | Stavba zrušena, sešrotována.            |
| U 180 | AG Weser, Brémy            | 1918          | –                  | –               | Stavba zrušena, sešrotována.            |
| U 181 | Blohm & Voss, Hamburk      | 1918          | –                  | –               | Stavba zrušena, sešrotována.            |
| U 182 | Blohm & Voss, Hamburk      | 1918          | –                  | –               | Stavba zrušena, sešrotována.            |
| U 183 | Germaniawerft, Kiel        | 1918          | –                  | –               | Stavba zrušena, sešrotována.            |
| U 184 | Germaniawerft, Kiel        | 1918          | –                  | –               | Stavba zrušena, sešrotována.            |
| U 185 | Germaniawerft, Kiel        | 1918          | –                  | –               | Stavba zrušena, sešrotována.            |
| U 186 | Germaniawerft, Kiel        | 1918          | –                  | –               | Stavba zrušena, sešrotována.            |
| U 187 | Germaniawerft, Kiel        | 1918          | –                  | –               | Stavba zrušena, sešrotována.            |
| U 188 | Germaniawerft, Kiel        | 1918          | –                  | –               | Stavba zrušena, sešrotována.            |
| U 189 | Germaniawerft, Kiel        | 1918          | –                  | –               | Stavba zrušena, sešrotována.            |
| U 190 | Germaniawerft, Kiel        | 1918          | –                  | –               | Stavba zrušena, sešrotována.            |
| U 191 | Blohm & Voss, Hamburk      | 1918          | –                  | –               | Stavba zrušena, sešrotována.            |
| U 192 | Blohm & Voss, Hamburk      | 1918          | –                  | –               | Stavba zrušena, sešrotována.            |
| U 193 | Blohm & Voss, Hamburk      | 1918          | –                  | –               | Stavba zrušena, sešrotována.            |
| U 194 | Blohm & Voss, Hamburk      | 1918          | –                  | –               | Stavba zrušena, sešrotována.            |
| U 195 | AG Weser, Brémy            | 1918          | –                  | –               | Stavba zrušena, sešrotována.            |
| U 196 | AG Weser, Brémy            | –             | –                  | –               | Stavba zrušena před zahájením stavby.   |
| U 197 | AG Weser, Brémy            | –             | –                  | –               | Stavba zrušena před zahájením stavby.   |
| U 198 | AG Weser, Brémy            | –             | –                  | –               | Stavba zrušena před zahájením stavby.   |
| U 199 | AG Weser, Brémy            | 1918          | –                  | –               | Stavba zrušena, sešrotována.            |
| U 200 | AG Weser, Brémy            | –             | –                  | –               | Stavba zrušena před zahájením stavby.   |

## Konstrukce
Mezi ponorkami jednotlivých skupin panovaly odlišnosti co do výtlaku, pohonného systému a výzbroje. Ponorky byly vyzbrojeny dvěma 150mm kanóny KL/45 a šesti 500mm torpédomety (čtyři příďové, dva záďové) se zásobou 24 torpéd. Některé měly mít výzbroj posílenu o dva 88mm kanóny, nebo třetí 150mm kanón. Vybrané části ponorek (např. velitelská věž) byly chráněny lehkým pancéřováním. Pohonný systém tvořily dva hlavní diesely o výkonu 6000 bhp, pomocný diesel o výkonu 450 shp a dva elektromotory o výkonu 2600 shp, pohánějící dva lodní šrouby. Nejvyšší rychlost dosahovala 17,5 uzlu na hladině a 8,5 uzlu pod hladinou. Dosah byl 20 000 námořních mil při rychlosti 6 uzlů na hladině a 70 námořních mil při rychlosti 4,5 uzlu pod hladinou. Operační hloubka ponoru dosahovala 75 metrů. Doba ponoření byla 40 vteřin.